# 隆巴迪 (加利福尼亞州)
隆巴迪（英語：Lombardi）是位於美國加利福尼亞州卡拉韋拉斯縣的一個非建制地區。該地的面積和人口皆未知。

## 地理
隆巴迪的座標為38°26′46″N 120°03′59″W / 38.44611°N 120.06639°W，而該地的平均海拔高度為2111米（即6926英尺）。